# Via ferrata alla Pietra di Bismantova
La via ferrata alla Pietra di Bismantova, detta anche ferrata degli Alpini, è una via ferrata che sale sulla Pietra di Bismantova e venne realizzata dal gruppo "Amici di Bismantova", e inaugurata il 20 giugno 1971.

## Caratteristiche principali
La ferrata presenta una durata relativamente breve e può essere percorsa tranquillamente anche se si ha solo mezza giornata a disposizione. Le temperature possono manifestarsi molto elevate per via della bassa quota.
La ferrata, sebbene sia di media difficoltà, presenta una rilevante verticalità; è quindi bene non sottovalutare la difficoltà della via e fare attenzione ad accompagnare su di essa ferratisti “alle prime armi”.
- Gruppo montuoso: Appennino Tosco Emiliano (provincia di Reggio Emilia)
- Località: Castelnovo ne' Monti (RE)
- Punto di partenza: Piazzale Dante 881 m
- Periodo consigliato: da marzo a novembre
- Grado di difficoltà: mediamente difficile
- Tempo di percorrenza: 2 ore di cui 40 minuti la via ferrata.
- Dislivello:
  - assoluto: 280 m
  - solo la ferrata: 100 m
- Massima altitudine: 1046 m
- Segnavia: 697, SSP, tratti non segnati

## Avvicinamento
La Pietra di Bismantova è una formazione arenaria che sorge presso Castelnuovo ne' Monti.
L'accesso è facilmente raggiungibile: giunti al paese Castelnuovo né Monti (RE) seguiamo le indicazioni dei cartelli riportanti “Pietra di Bismantova”. Dal centro si prosegue verso il cimitero, e poco dopo di esso si svolta a sinistra, raggiungendo così in breve tempo un ampio parcheggio, denominato Piazzale Dante 881, posto alle pendici della pietra.
La denominazione del parcheggio deriva dalla tradizione secondo cui l'ispirazione della montagna del Purgatorio venne a Dante Alighieri osservando la pietra di Bismantova, durante un suo viaggio diretto verso la Lunigiana.
Dal piazzale del parcheggio si prosegue a piedi per l'eremo di San Benedetto e poi in prossimità del Rifugio della Pietra si volge a destra seguendo il sentiero 699 (cartello indicante la via ferrata). Procediamo lungo il sentiero che sembra terminare in un piccolo piazzale dove iniziano alcune vie di arrampicata. Proseguire per tutta la lunghezza del piazzale fino al raggiungimento di un arco angusto; in breve tempo (circa 10') si arriva all'inizio del primo tratto attrezzato.

## La ferrata
Il primo tratto di ferrata è un saliscendi variegato che ci porta ad avvicinarci alla parete, dove poi si sviluppa il tratto più lungo del percorso. Inizialmente il cavo ci aiuta a superare uno “spallone” roccioso; da qui è possibile procedere sia utilizzando i numerosi appigli naturali sia usando il cavo come ringhiera.

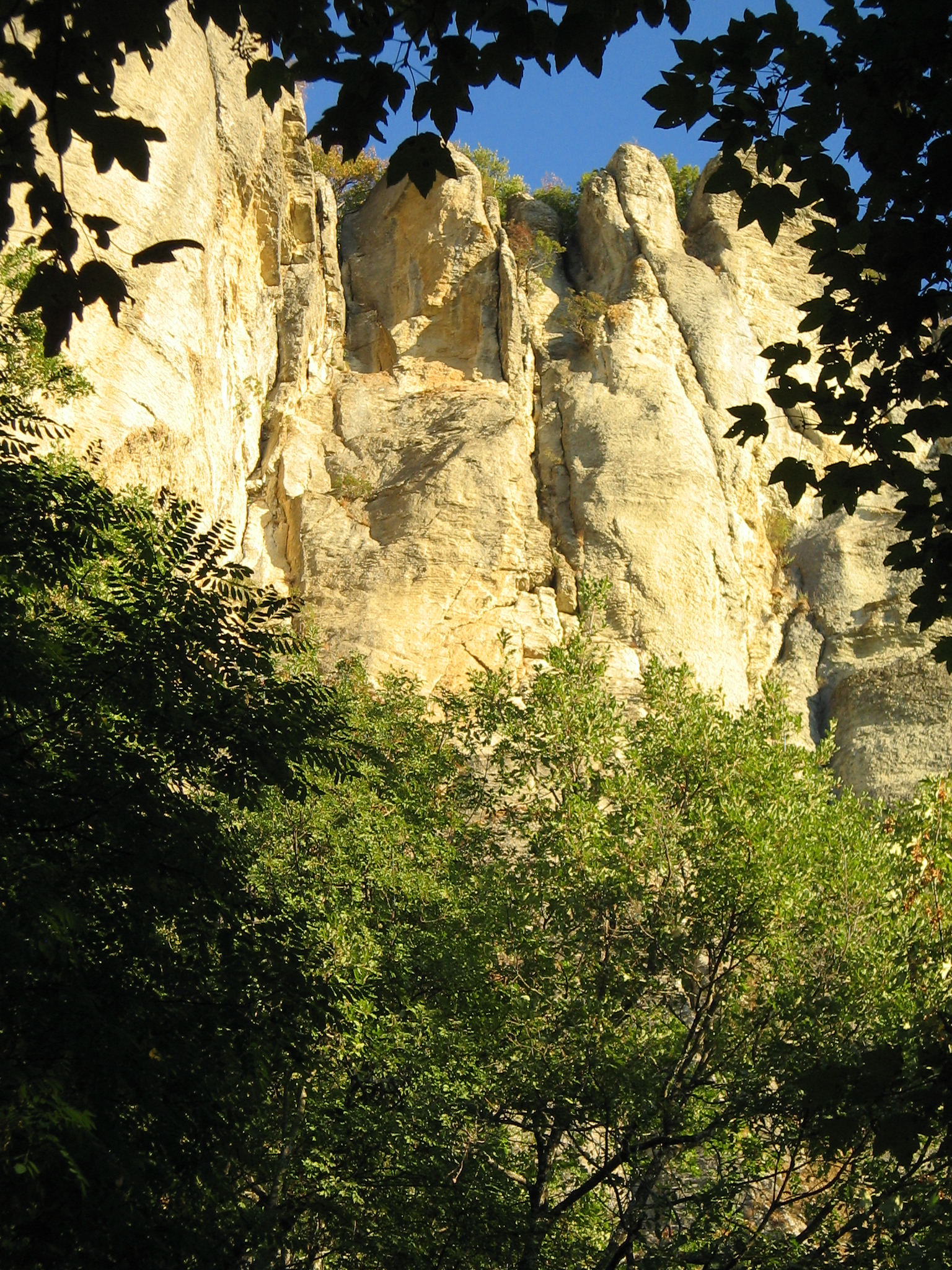
Pareti della Pietra di Bismantova, luogo di arrampicata di molti alpinisti

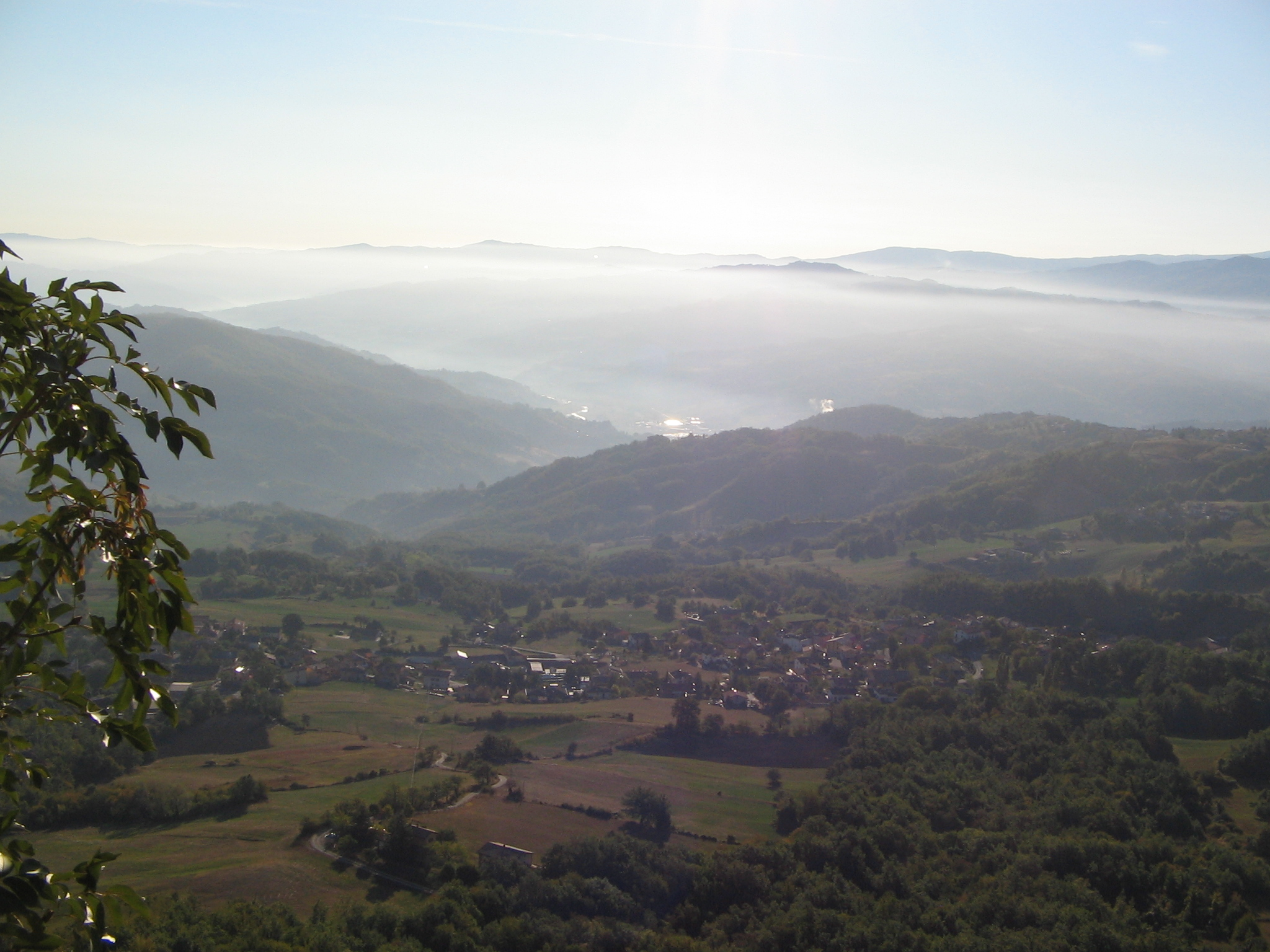
Vista sulla Pianura Padana dalla Pietra di Bismantova

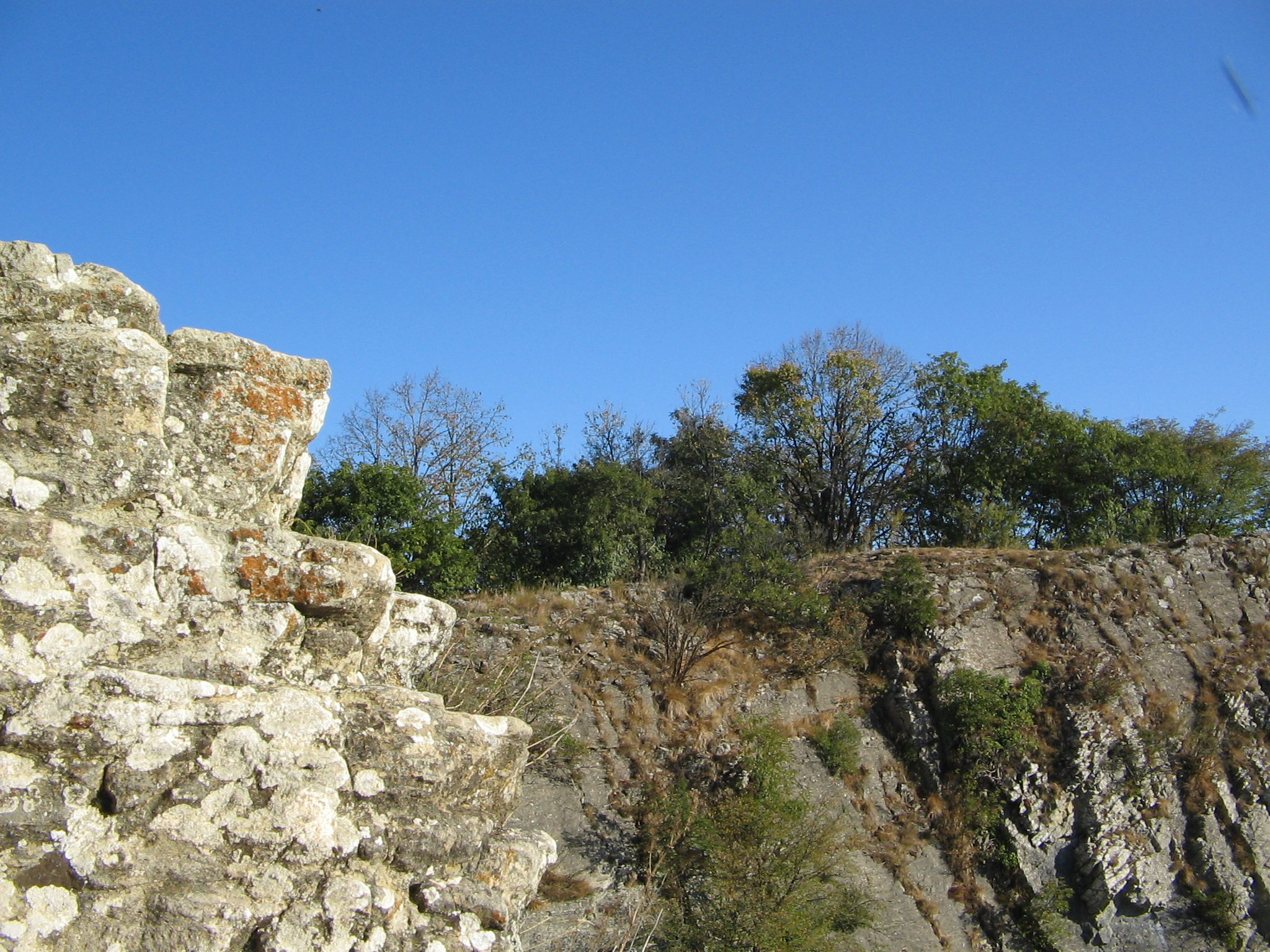
Sommità della Pietra di Bismantova

Passato questo primo tratto si prosegue in orizzontale superando in facile traversata una ventina di metri; a questo punto inizia un tratto di una decina di metri in forte discesa. I primi 3 metri non presentano troppe difficoltà essendo la roccia ben gradinata, i successivi metri non sono scontati in quanto sono presenti pochi e obbligati appigli per le mani e sono molto utili le staffe metalliche presenti sulla roccia. In caso di precedenti piogge o di roccia bagnata bisogna prestare la massima attenzione.
Superato questo tratto si prosegue un po' in discesa fino a raggiungere di nuovo il cavo metallico, il quale, dopo averci fatto aggirare una sporgenza, entra in una specie di grotta. Questo è forse il tratto più difficile dell'avvicinamento, in quanto in fondo alla grotta si inverte la marcia passando sotto il percorso fatto pochi secondi prima per avvicinarsi all'ingresso della “grotta”, è come se si entrasse dall'alto in una specie di camino. Gli appigli non mancano (veri sono presenti su una roccia sporgente sulla quale si mantiene il piede destro) e ci si può aiutare anche con la corda, l'ultimo passo, però, quello che ci consente di arrivare sul terreno sottostante, è più agevole per i più alti. Questo tratto è più facile affrontarlo dando le spalle a valle, in modo da avere degli appigli saldi con le mani e con i piedi.
Una volta usciti dalla “grotta” ricomincia il sentiero che dopo una breve discesa con contro-salita porta alla parete vera e propria. Il cavo comincia a 2-3 metri dal suolo, quindi bisogna prestare attenzione nel primo tratto, vi sono comunque vari appigli. Una volta agganciati al cavo si comincia la salita verticale, agevolata da alcune staffe metalliche. In questo primo strappo gli appigli sono un po' scarsi e chi volesse affrontare la montagna ad armi pari (senza usufruire degli aiuti delle staffe, o evitando di usare brutalmente il cavo come ascensore) troverà “pane per i suoi denti”, anche se in questo caso il fastidio maggiore è durante il passaggio dei moschettoni da un fittone di cavo all'altro, in quanto per tenerli a portata di mano (se no, vista la verticalità della parete scivolerebbero in basso e si avrebbero problemi durante il cambio dei moschettoni) si è costretti a farli passare sopra l'avambraccio e ciò ostacola di molto i movimenti. In questa fase iniziale si susseguono una serie di tre paretine (l'ultima delle quali totalmente verticale e abbondantemente attrezzata con staffe) fino ad arrivare ad un punto di sosta, dove è posta anche una rete che argina la caduta massi.
A questo punto si taglia in orizzontale sulla destra e si apre un panorama sulla pianura padana, nelle giornate limpide e fresche di primavera è anche possibile scorgere le Alpi, mentre nelle calde giornate estive si distingue chiaramente la cappa di fumo che avvolge la pianura.
La ferrata ora procede tutta su un grande e sottile diedro che costeggia verticalmente la montagna fino in cima. Si comincia con il superamento di 2 o 3 paretine verticali, fino a cui non si raggiunge una brevissima traversata orizzontale che porta alla base di un diedro sporgente alto 2 metri. Il superamento di quest'ultimo è abbastanza delicato, usando gli aiuti si supera con forza di braccia, mentre cercando gli appigli naturali si fa un po' più fatica, anche perché alcuni di essi si trovano sullo spigolo destro e per utilizzarli bisognerebbe avvicinarsi allo strapiombo. Superato questo passaggio si prosegue in forte pendenza lungo una striscia levigata del diedro. In questa fase gli appigli per la mano sinistra non scarseggiano, mentre con la destra si tende a cercare gli aiuti metallici.
Superati 2 o tre gradoni presenti in tale ascesa (uno dei quali richiede forza di braccia) ci si trova in vista del balconcino sul vuoto ospitante la base della scala che ci condurrà al termine della via ferrata. Salendo su quest'ultimo vale la pena di fermarsi un attimo per rivedere l'ultima parte dell'itinerario di salita, e per dare un'occhiata alla pianura e alla catena appenninica.

## Discesa

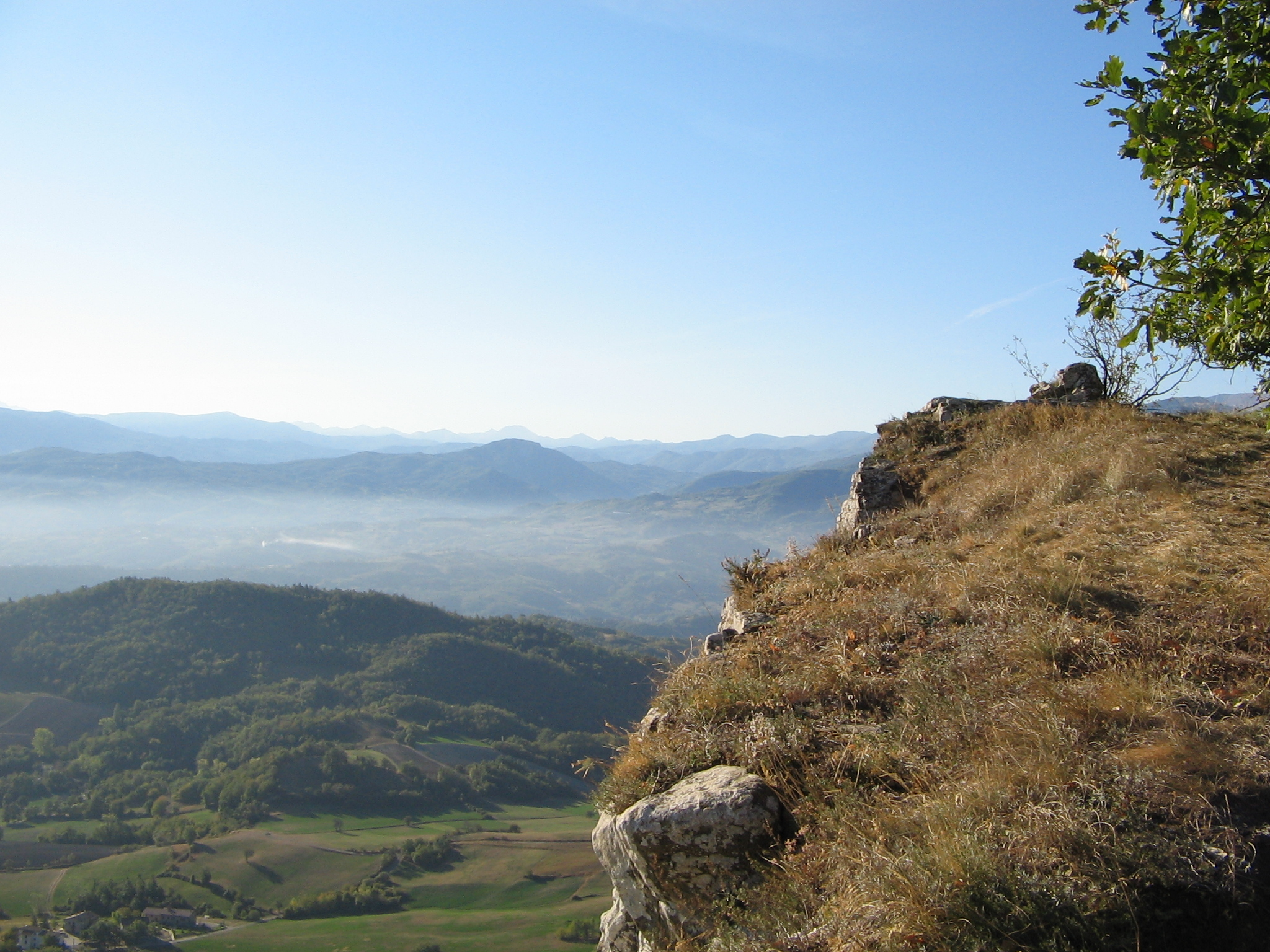
Arrivo e vista sugli Appennini

Usciti dalla scala ci si trova nel pianeggiante prato che sovrasta la pietra. Si intravede subito davanti alla scala un sentiero, che entra in mezzo agli alberi. Dopo pochissimo si presenta un bivio, prendendo a destra si torna alla base della parete dove comincia la ferrata; il sentiero è subito ben marcato, in forte discesa e nella parte appena prima dell'attacco le tracce cominciano a perdersi. Questa variante è da farsi nel caso in cui si voglia ripetere l'itinerario di ferrata o nel caso in cui si voglia tornare all'eremo e al parcheggio percorrendo in senso contrario la grotta, e i vari saliscendi di avvicinamento alla parete. Chi volesse invece tornare direttamente al parcheggio al bivio tiene la sinistra, prendendo un sentiero in discesa, che dopo essere passato in un tratto con corde di iuta, di aiuto quando la roccia è bagnata, porta in 10-15 minuti al parcheggio costeggiando la mole delle pietra, sulla quale è possibile vedere vari arrampicatori alle prese con le varie vie di risalita presenti.

## Galleria d'immagini

Tratti della via ferrata
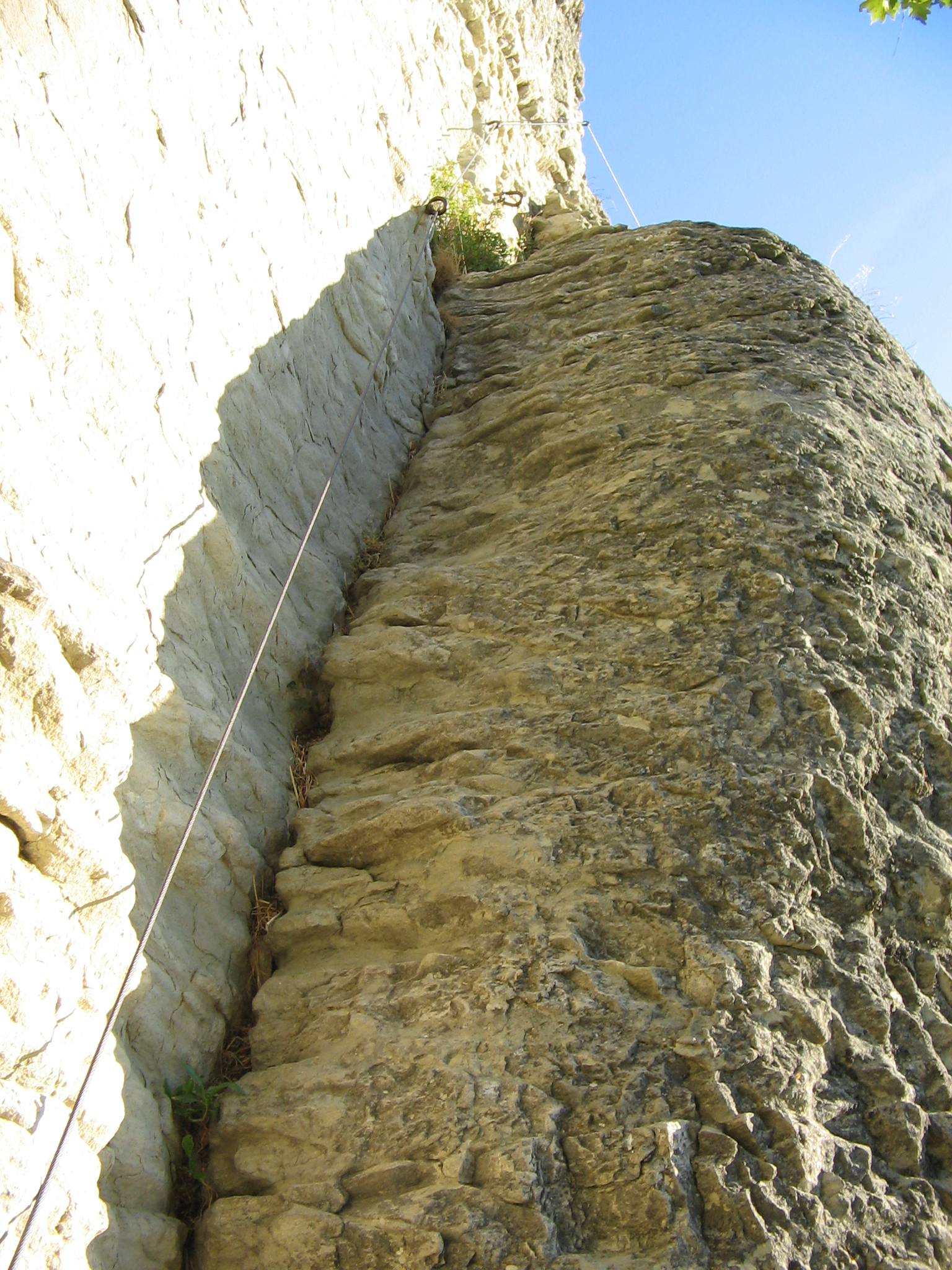
Spallone roccioso della via ferrata Pietra di Bismantova
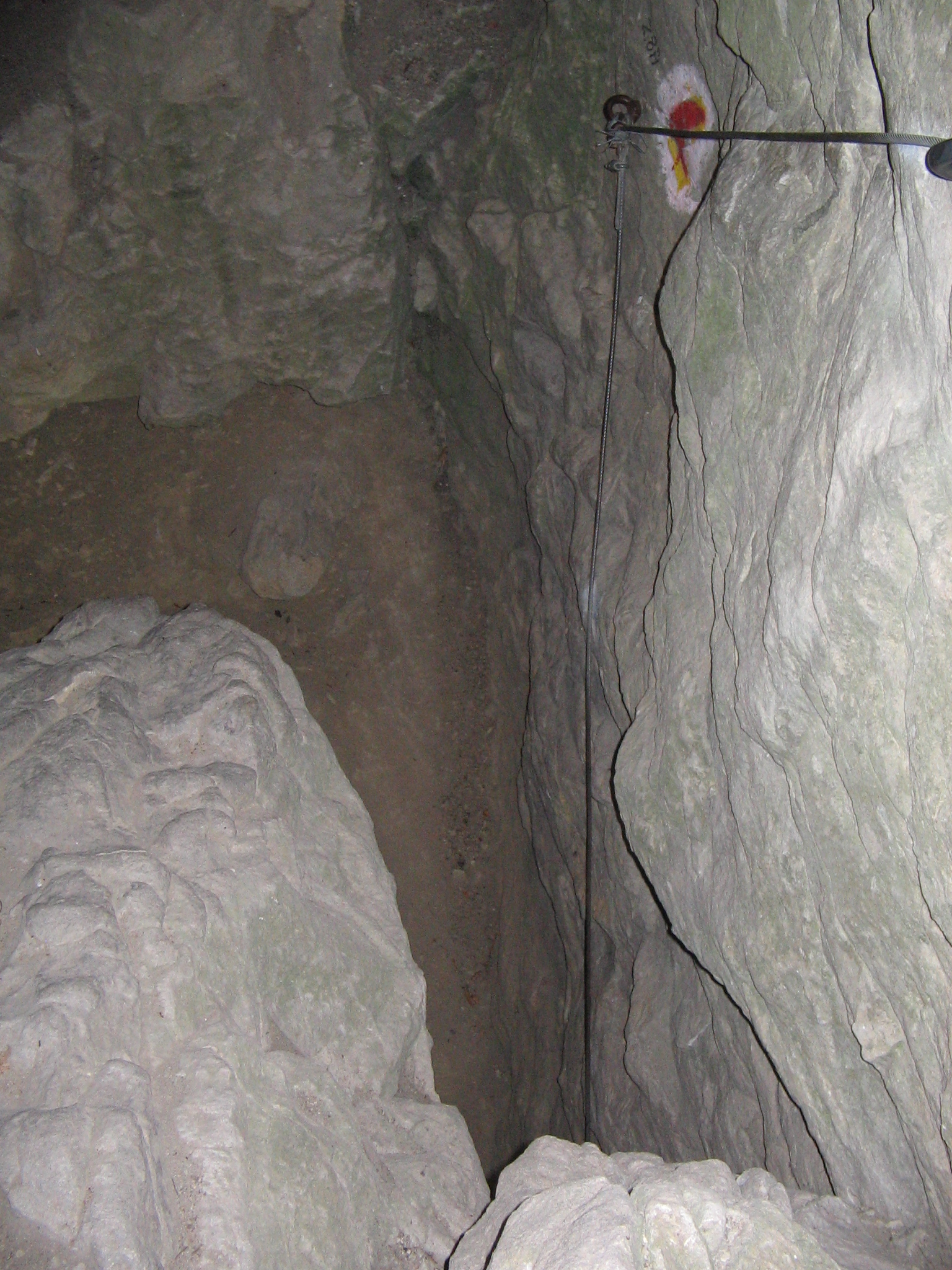
La grotta che si attraversa lungo la via ferrata
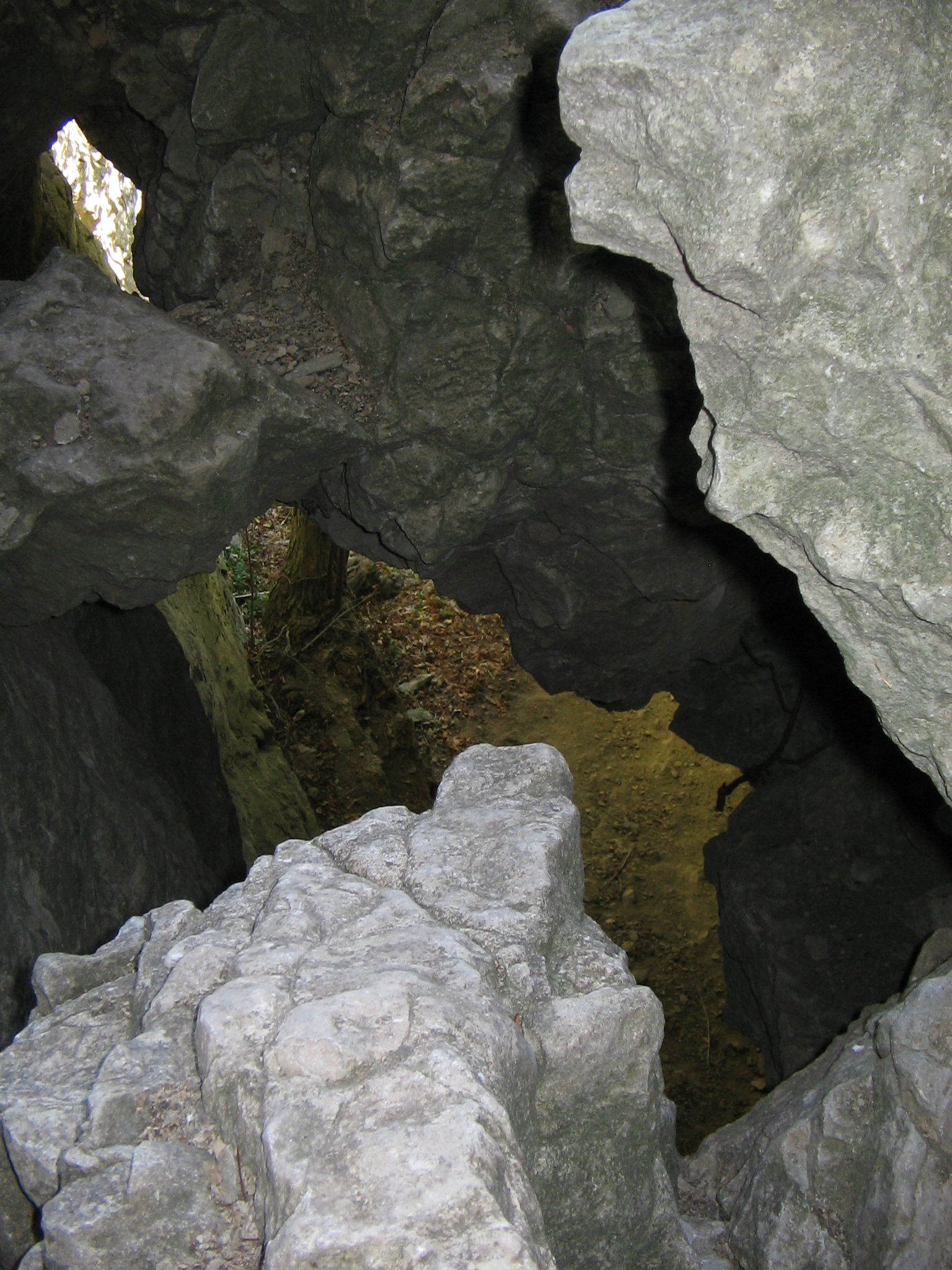
Dalla grotta della via ferrata si vede il sentiero sottostante che verrà percorso pochi istanti dopo
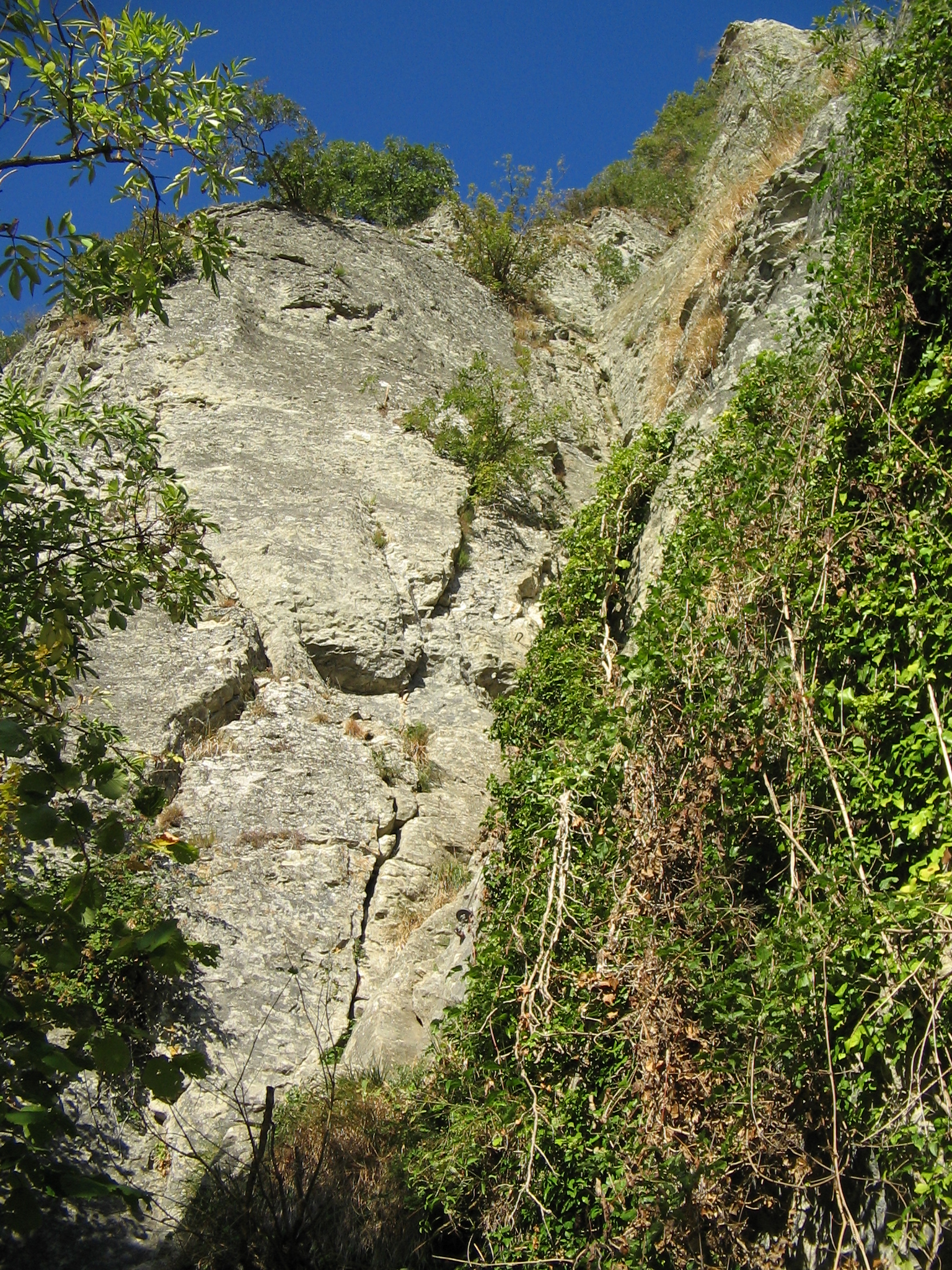
Parete della via ferrata
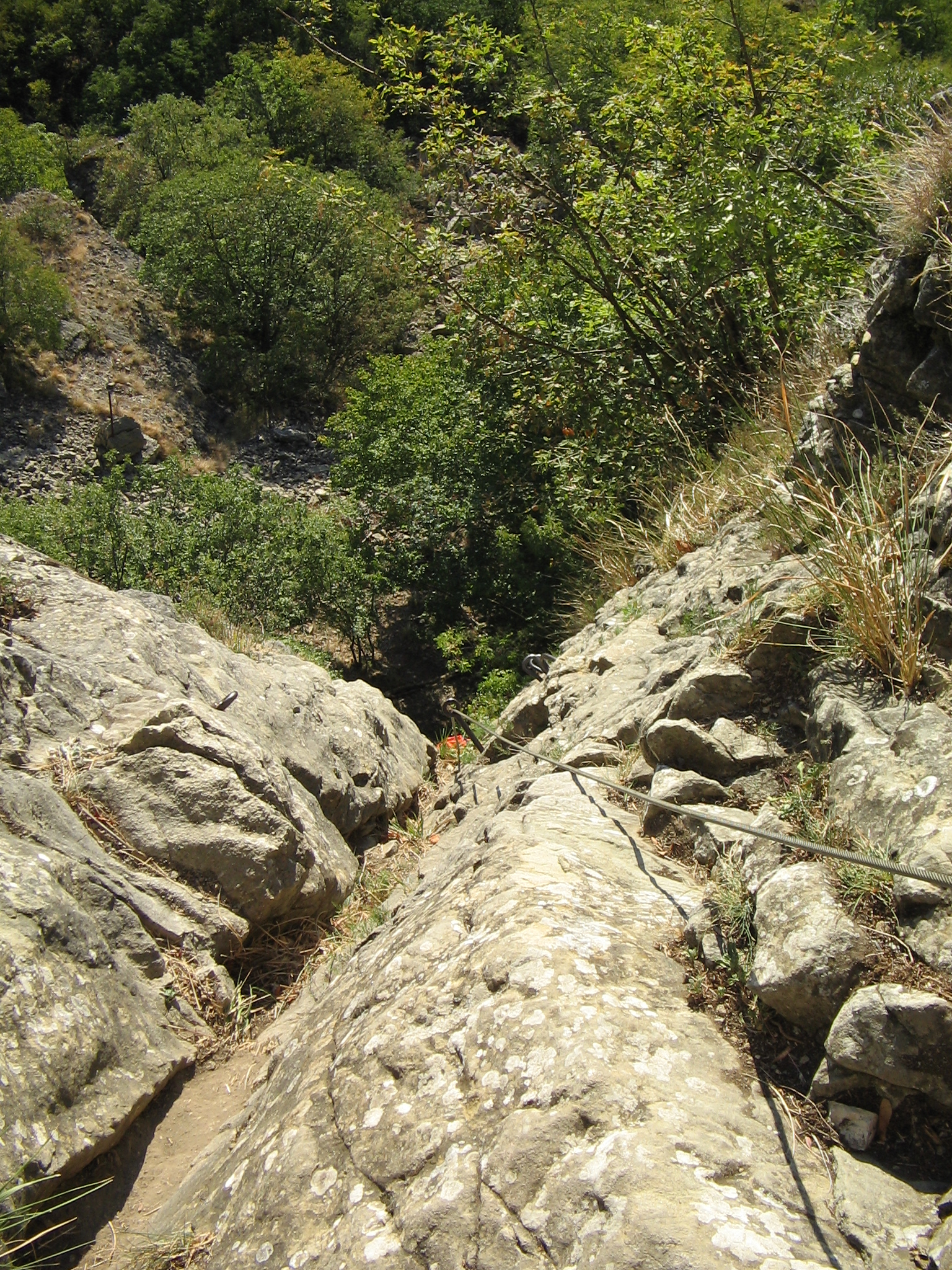
Salita verticale della via ferrata
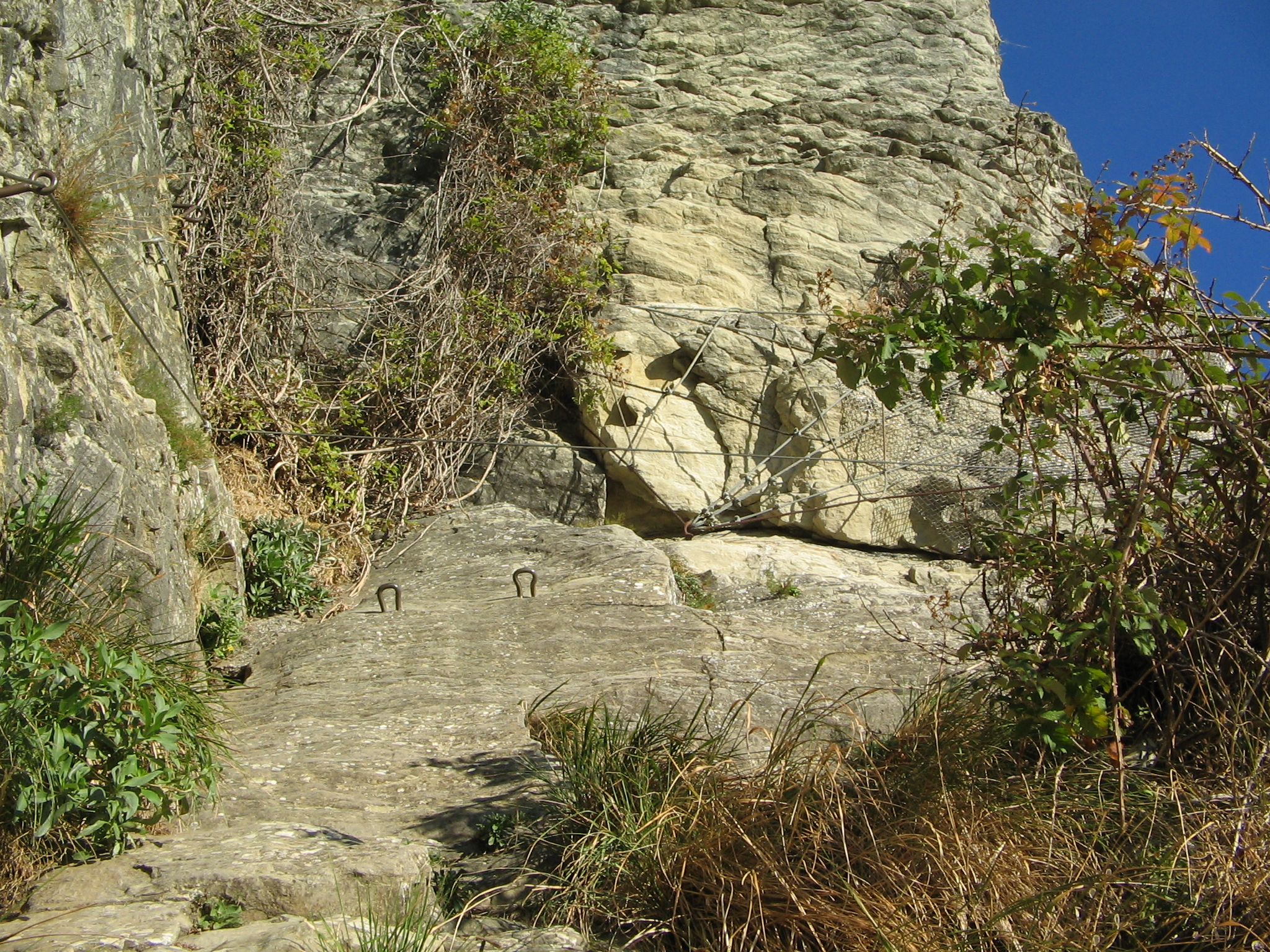
Sosta con reti parasassi della via ferrata
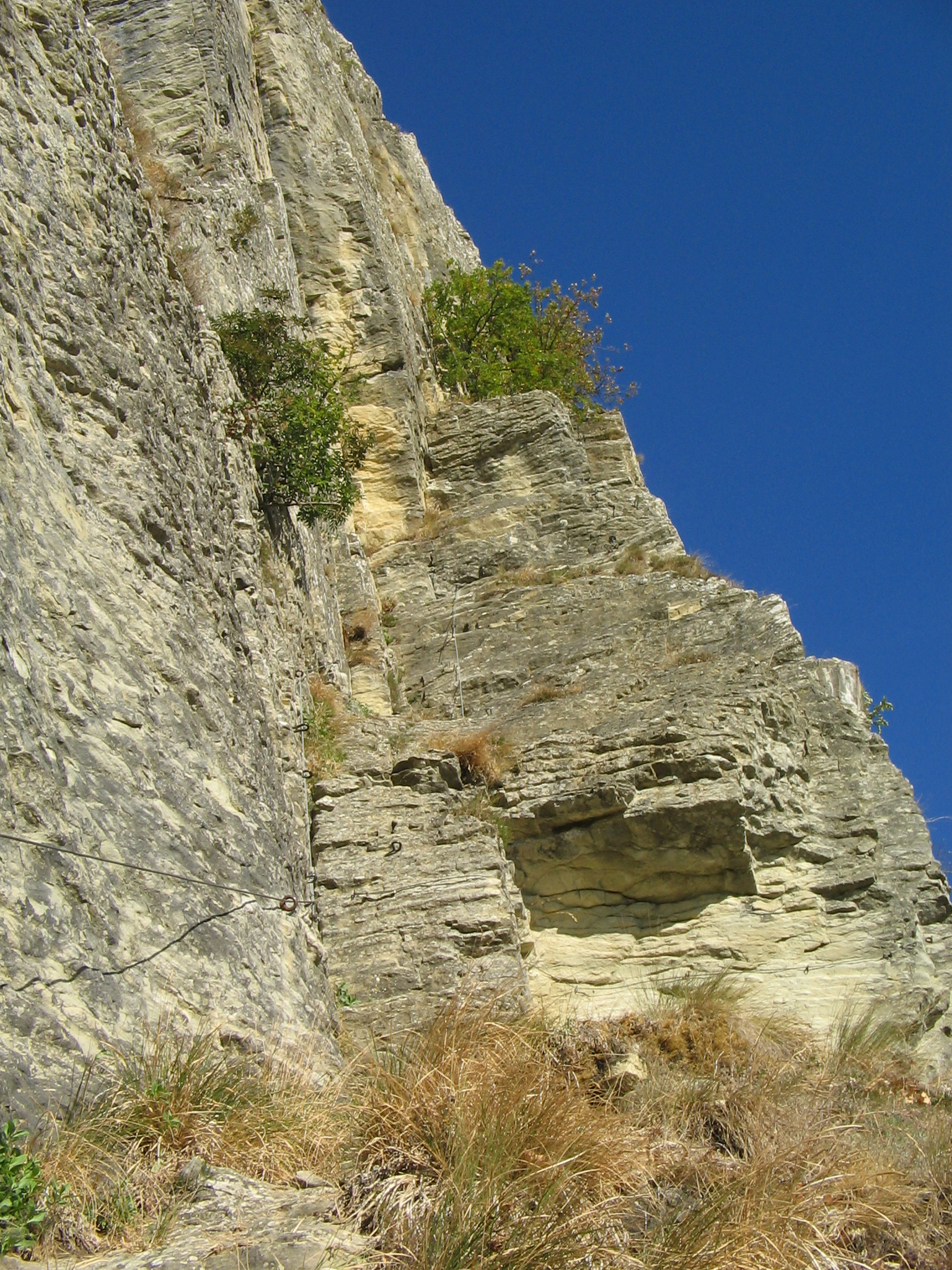
Grande e sottile diedro via ferrata
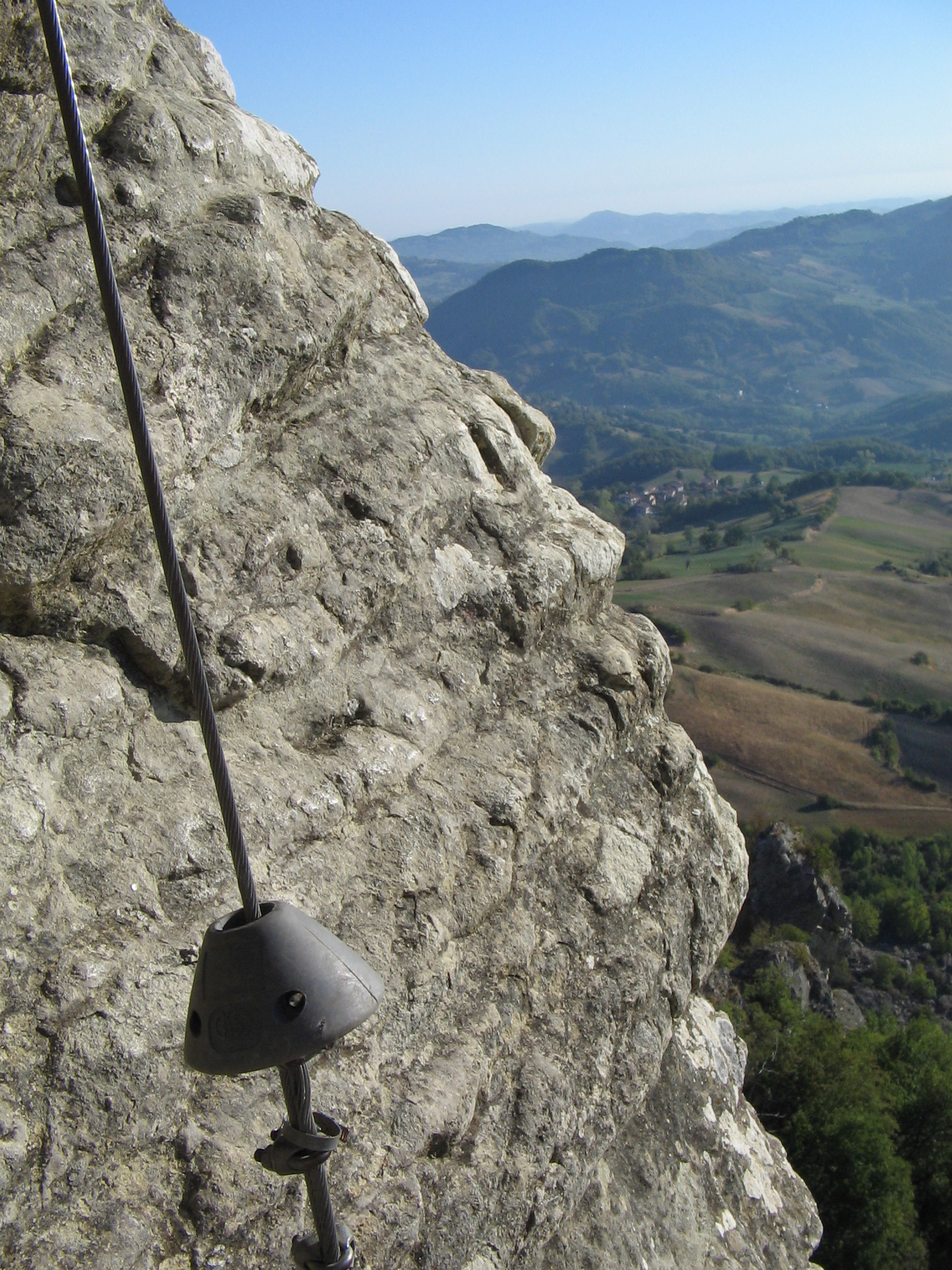
Diedro, passaggio chiave della via ferrata
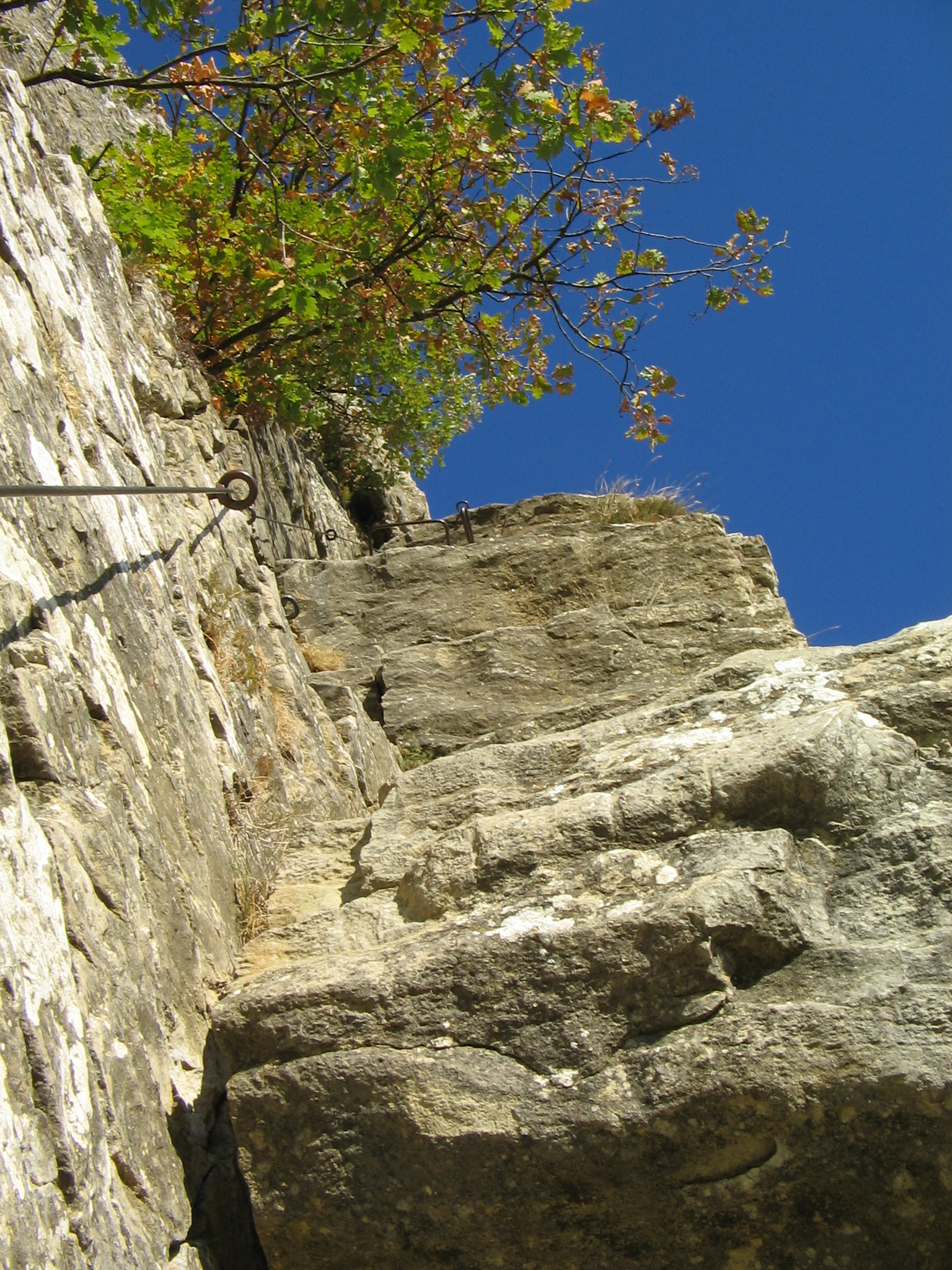
Parte finale della via ferrata
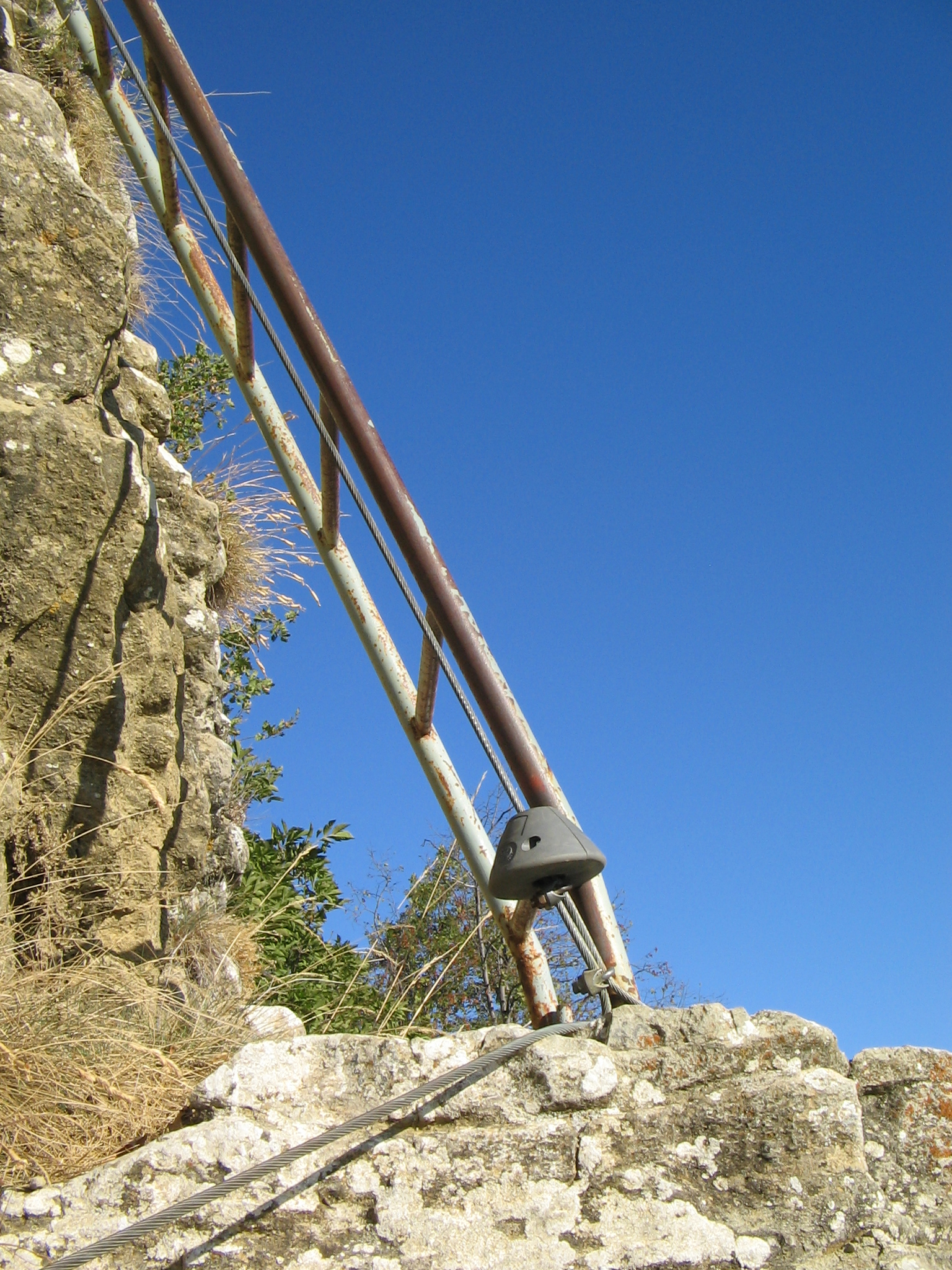
Scala finale della via ferrata